# Artopoetes yatsugatakensis
Artopoetes yatsugatakensis är en fjärilsart som beskrevs av Siuiti Murayama 1955. Artopoetes yatsugatakensis ingår i släktet Artopoetes och familjen juvelvingar. Inga underarter finns listade i Catalogue of Life.